# 카스텔캄파냐노
카스텔 캄파냐노(이탈리아어: Castel Campagnano)는 이탈리아 캄파니아주의 카세르타도의 쿠모네다. 나폴리로부터 북동쪽으로 40km 거리에 있고 카세르타에서는 북동쪽으로 15km에 있다.
카스텔 캄파냐노는 카세르타 근처의 볼투르노 강의 오른쪽 뱅크에 위치한 소규모 농업 중심지다. 도시를 둘러싼 언덕들은 포도밭과 올리브 나무, 무성한 초목들로 가득하다. 볼투르노 강에서는 걷거나 피크닉을 하기에 알맞은 장소다. 오늘날 카스텔 캄파냐노에서는 어디서나 농장, 소규모 산업, 관광거리를 찾을 수 있고 여기 사는 토박이나 방문객들에게 평화와 평온의 순간을 가질수 있을 것이다.